# James Levi
James Levi (* 28. Februar 1942) ist ein US-amerikanischer Jazz-Schlagzeuger und Perkussionist.

## Leben und Werk
James Levi ist laut eigener Angaben in seiner musikalischen Entwicklung von Cal Tjader, Elvin Jones, Philly Joe Jones und Pete Escovedo beeinflusst.
Levi begleitete Musiker wie Herbie Hancock, Jimmy Smith und viele andere und war Mitglied von Hancock’s Band The Headhunters. Erst spät startete er eine Solo-Karriere und nahm 2007 sein erstes Album als Leader auf, auf dem er von Carl Lockett und Tony Saunders begleitet wurde.
Levi lebt in Oakland, Kalifornien.

## Diskografie
als Leader:
- Knee Deep, CD, 2007, mit Tony Saunders u. a.

als Sideman:
- Secrets, CD, 1995, von Herbie Hancock
- V.S.O.P., CD, von Herbie Hancock
- A Little Love Will Help, CD, 1976, mit East Bay Rhythm